# Quiksilver
Quiksilver, Inc. es una compañía estadounidense especializada en la elaboración de material y ropa de surf, skate y snowboard.
Su logotipo simboliza una ola y una montaña, dos de los elementos de la naturaleza más característicos de dos de los deportes a los que se dedica Quiksilver, el surf y el snowboard. El logo está basado en "La gran ola de Kanagawa", del pintor Katsushika Hokusai.

## Historia
Quiksilver se creó en 1970, cuando dos surfistas se propusieron quedarse a vivir en la localidad australiana de Torquay para comenzar una vida y practicar surf. En 1969 Green producía trajes de baño con un préstamo de su padre de 2500$ y al año siguiente él y John formarían Quiksilver. Green y Law se pusieron a trabajar juntos en el diseño de nuevos trajes para surfistas, trajes más resistentes, con cierres de Velcro y de secado rápido, muy innovadores para la época.
Tanto Green como Law probaron ellos mismos sus trajes ante las atónitas miradas de otros surfistas que comprobaron que aquello funcionaba. Quiksilver comenzaba a labrarse un nombre en la zona.
Jeff Hakman, uno de los mejores surfistas de la época creyó ver en estos trajes el futuro del surf. En 1976 Hakman se fue de Torquay con el trofeo Bells y dispuesto a introducir y distribuir Quiksilver en el mercado estadounidense.
Jeff viajó a Hawái para reunirse con Bob “Buzz” McKnight, un viejo amigo de la universidad que grababa escenas de surf. En Hawái el nuevo bañador también pegó con fuerza entre los habitantes de la paradisíaca isla. Jeff convenció a Green y a Law para que les vendiese la licencia americana de Quiksilver a él y a Bob. A mediados de los 70 ya había un centro de distribución de la marca en Newport Beach, California.
En 1984 Jeff Hakman viajó a Europa con los directores de videos de surf Harry Hodge, Brigitte Darrigrand y John Winship donde fundarían Quiksilver Europa con las anteriores y exitosas fórmulas de marketing americanas y australianas.

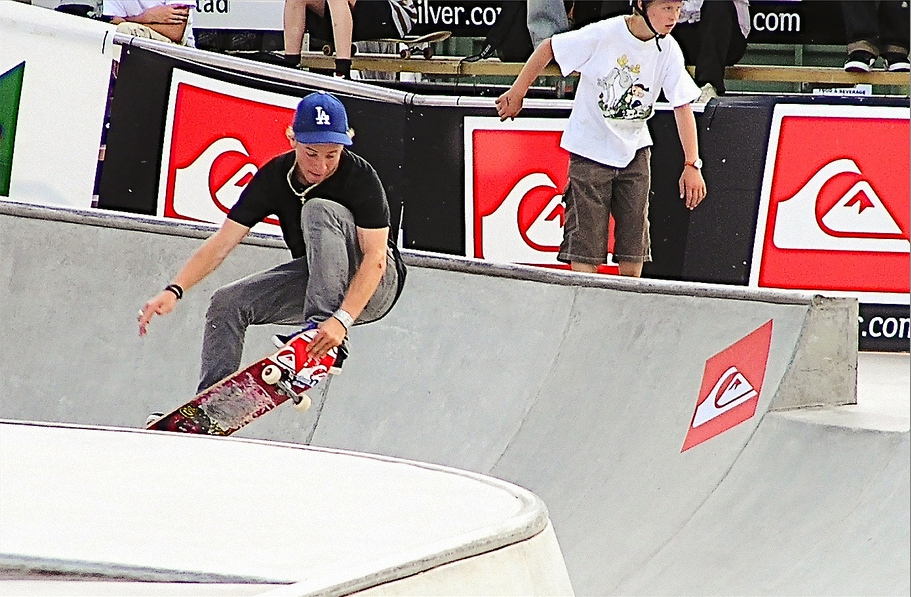
Edición de 2007 del Quiksilver Bowlriders en Malmö.

En 1988 Quiksilver se aseguraría al campeón del mundo de surf, Tom Carroll y dos años más tarde a un surfista amateur que en los años siguientes sería el mejor surfista de todos los tiempos con 10 títulos mundiales, Kelly Slater.
En 1991 se fundaría Roxy, la versión femenina de Quiksilver y que correspondía también al nombre de una hija de uno de los fundadores. Poco a poco Quiksilver fue diseñando y elaborando materiales de snowboard (botas, abrigos, trajes especiales para la nieve) y ropa comercial orientada a los fanes del surf y el skate. Además el equipo de Quiksilver se nutría de auténticos profesionales del surf: el doble campeón del mundo Tom Carroll desarrollaba y diseñaba materiales en Australia; Bruce Raymond campeón de Australia era el director de Marketing; el diez veces campeón del mundo de windsurfing Robby Naish se encargaba de la zona europea; Willy Morris campeón de surf de Estados Unidos era Jefe de Ventas en California.
La compañía australiana se hizo con una serie de eventos del campeonato mundial de surf, logrando así más fama mundial. Eventos Quiksilver era el Eddie Aikau Big Wave Invitational Series en Waimea Bay; el Quiksilver Pro en G-Land, Indonesia, de 1995; los Campeonatos Mundiales Amateurs en Newquay, Inglaterra en 1986; el Campeonato de Europa Quiksilver de Snowboard y Surf; el Quiksilver Roxy Pro en Sunset Beach, North Shore, Oahu; el Quiksilver Winter Classic Surf/Snow Event; el Quiksilver Mavericks Big Wave Event o el Roxy Surf Jam en Hanalei y Ventura. En el año 2001 la compañía compra la marca deportiva Hawk Clothing creada por el skater Tony Hawk en 1998.
Quiksilver abrió sus Quiksilver Boardriders Clubs, tiendas oficiales exclusivas, en la gran mayoría de países del mundo.
Quiksilver también logró ganar fama en el skate por patrocinar y asociar a legendario Tony Hawk.

### Expansión mundial
Hoy en día, Quiksilver es una de las compañías más importantes del mundo del deporte. La expansión que ha experimentado en los últimos 10 años ha sido espectacular, abriendo su mercado no sólo a la ropa y material técnico para el surf, skate o snowboard, sino con la fabricación de relojes, gafas de sol y todo tipo de accesorios. Sin lugar a dudas es además un referente en cuanto a moda y calidad, su expansión y alcance mundial es la más grande entre las denominadas "grandes marcas del surf", y el secreto puede que sea el haber colocado en puestos administrativos y gerenciales dentro de la marca a íconos y leyendas del deporte el cual auspicia y promociona.
Prueba de ello es el acuerdo que el 15 de enero de 2002 anunció la compañía en el que Quiksilver lanzaba su propio canal de televisión. Mediante el grupo TVN Entertainment Corp., Quiksilver aseguró que otras compañías de deportes extremos se asociarán a ellos en esta nueva incursión, sobre todo aquellas compañías que graban y lanzan sus propios videos deportivos. El canal esta a disposición en la modalidad de pago por visión, vía cable, internet y wireless.
En el año 2004, Quiksilver adquirió la prestigiosa compañía de zapatillas skate DC Shoes por un monto total de 56 millones de dólares. Bernard Mariette, presidente de Quiksilver, Inc. se mostró feliz y convencido por el acuerdo señalando que DC "reunía todos los criterios que exigían para una adquisición. Es una potencia, con altos beneficios y una cultura similar a Quiksilver. Han demostrado un éxito internacional". DC Shoes es una de las compañías de skate, surf y snowboard más importantes del mundo, logrando unas ventas en 2003 de 100 millones de dólares.

## Quiksilver hoy
Hoy en día, Quiksilver tiene tiendas oficiales en los 5 continentes y sus bases centrales son:
- Europea: St. Jean De Luz y Hossegor en Francia, Madrid y Valencia en España y Estambul, Turquía.
- Americana: Huntington Beach, California, Estados Unidos; Mar del Plata, Argentina, Puerto Vallarta, México, El Salvador, Nicaragua, Colombia, Costa Rica,  Chile,  Venezuela, Panamá, Paraguay y Perú.
- Asiática: Kuta-Bali en Indonesia, Chigasaki-City en Japón y Seúl, Corea del Sur.
- Africana: St. Croix en las Islas Mauricio y Durban, Sudáfrica.
- Australiana: Torquay y Ávalon.

Además, tiene en internet una tienda virtual especial diferenciada para varios países europeos como Francia, Reino Unido, Italia, España, Alemania, Austria, Bélgica, Irlanda y Luxemburgo
Quiksilver tiene diversas fundaciones iniciativas en defensa de los mares y medios naturales alrededor de todo el mundo. Desde su declaración en concurso de acreedores en 2015, toda actividad filantrópica ha cesado. 
El 9 de septiembre de 2015 la compañía se declaró en concurso de acreedores, citando una deuda externa en exceso de $826 millones. En enero de 2016, la compañía salió de bancarrota en manos de Oaktree Capital Management, compañía que posee el 73% de los bonos preferentes de Quiksilver. Ya con la conclusión del caso "Quiksilver Inc., 15-11880" en U.S. Bankruptcy Court, District of Delaware (Wilmington), la compañía se convierte en una empresa privada después de haber circulado en los mercados NASDAQ (1986-1998) y NYSE (1998-2015).
El 2 de febrero de 2025, Liberated Brands, empresa matriz de las tiendas de Quiksilver y Roxy en Estados Unidos, se acogió al Capítulo 11 de la Ley de Quiebras de los Estados Unidos, enumerando activos y pasivos de entre 100 millones y 500 millones de dólares. La compañía anunció el cierre de todas las tiendas restantes de Quiksilver y Roxy en Estados Unidos, y las ventas de liquidación comenzaron una semana antes de la quiebra.

## Equipo Quiksilver
El equipo de Quiksilver se divide en los tres deportes a los que la compañía se dedica:
- Surf: cuenta con, entre otros Fred Patacchia, Tom Carroll, Julian Skreentik, Tiago Pires, Jeremy Flores, Clay Marzo, y los españoles Aritz Aranburu y Álex Carrillo. El surfista más conocido de la marca, Kelly Slater, dejó su equipo en 2014 para independizarse y explorar sus propias actividades comerciales.
- Skate: Tony Hawk, Sam Hernández, Arto Saari y el español Javier Mendizabal, entre un gran catálogo de profesionales.
- Snowboard: cuenta con Travis Rice, JF Pelchat, Todd Richards, Martin Cernik y Markku Koski entre otros muchos. Además el gran snowboarder estadounidense y polifacético Shaun Palmer también fue miembro del equipo Quiksilver siendo la cara de la compañía australiana en este deporte como lo son Slater para el surf y Hawk para el skate.

Quiksilver cuenta actualmente con dos eventos del Campeonato del Mundo de surf Foster's ASP World Tour: el Quiksilver Pro Gold Coast, que se celebra entre el 28 de febrero y el 12 de marzo en Snapper Rocks, Queensland, Australia; y el Quiksilver Pro France que se celebra entre el 22 de septiembre y el 1 de octubre en Hossegor, Francia.
Roxy también cuenta con tres eventos del Campeonato del Mundo femenino, donde las chicas viajan al Roxy Pro Gold Coast (también como los chicos) y se aseguran dos eventos en dos paradisíacos lugares, Fiyi y Hawái.